# Monotonix

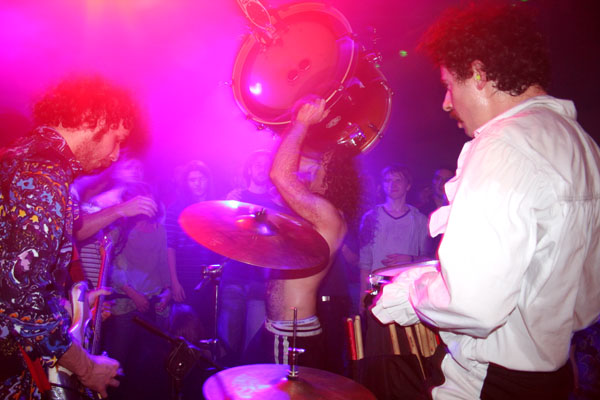
Monotonix (2008)

Monotonix ist der Name einer 2005 gegründeten Rockband aus Tel Aviv in Israel. Ihr Musikstil basiert auf Rockmusik der 1970er und hartem Crossover-Sound der 1990er Jahre.

## Geschichte
In den Jahren 2006 und 2007 spielten Monotonix in Nordamerika und Europa über 300 Konzerte, unter anderem bei South by Southwest. 2008 veröffentlichen sie auf dem Label Drag City die EP Body Language. Nach Erscheinen des Albums verließ der Schlagzeuger Ran Shimoni die Band und wurde durch Haggai Fershtman ersetzt. Monotonix wurden dadurch bekannt, dass ihre Konzerte in der Regel mit waghalsigen Aktionen aufwarten und oft in wilde Partys ausufern, was in ihrer Heimatstadt zu Veranstaltungsauflösungen durch die Polizei und Auftrittsverboten führte.

## Diskografie
- 2004: Lucky One (Single, Fast Music)
- 2006: Monotonix (EP, Fast Music)
- 2007: Monotonix (Album, Eigenveröffentlichung)
- 2008: Body Language (EP, Drag City)
- 2008: Badstreet USA / Ride (Split-Single mit RTX, Volcom Entertainment)
- 2009: Where Were You When It Happened? (Album, Drag City)
- 2010: Fun Fun Fun (Single, Drag City)
- 2010: Never Died Before (Single, Drag City)
- 2011: Not Yet (Album, Drag City)